# Михайлов, Александр Дмитриевич
Алекса́ндр Дми́триевич Миха́йлов (17 [29] января 1855, Путивль, Курская губерния — 18 [30] марта 1884, Санкт-Петербург) — русский революционер, народник, террорист, один из организаторов общества «Земля и воля», один из членов Исполнительного комитета «Народной воли»; клички: «Дворник», «Петр Иванович», «Безменов», «Иван Васильевич».

## Биография[1]
Родителями А. Д. Михайлова были Дмитрий Михайлович и Клавдия Осиповна Михайловы. Отец Александра — воспитанник Петербургского лесного института, не имевший никого из близких родственников, после окончания института был отправлен в качестве землемера в Курскую губернию, где женился в Путивле на дочери помещика из семейства Вербицких. У отца была тяжёлая служба, он был постоянно в разъездах и возвращался домой лишь на короткое время для отдыха. Воспитанием детей в семье Михайловых занималась мать. 
«С самых ранних дней моей юности над моей головой блистала счастливая звезда, — писал он в автобиографии. — Детство мое было одно из самых счастливых, которое выпадает на долю человека... Я не подвергался ни ломке, ни вредным влияниям. Родительский дом был поистине благословенный мир, в котором царствовали согласие и любовь... были исключены пагубные страсти и дурные примеры, которые могли бы действовать развращающим образом на нас, детей. Да, счастье нашей семьи было так полно, что иногда казалось, что оно польется через край».
Со временем родители приобрели дом на окраине города с большим садом. Александр Дмитриевич был первенцем в семье. В Путивле Александр Дмитриевич учился вместе с соседом Александром Ивановичем Баранниковым, который стал его другом и товарищем на всю жизнь.

В 1875 году Михайлов окончил Немировскую гимназию и поступил в Технологический институт (Санкт-Петербург). 
«Много светлых надежд и ожиданий было связано с этой поездкой. Мне было 20 лет. Высокие задачи общественной деятельности, желание подготовить себя к ним, высшее учебное заведение и богатые научные средства в столице с ее библиотеками, дающими возможность свободной научной работы, наконец, цвет русской интеллигенции, с которой столкнешься уж во всяком случае в лице профессоров, — вот то привлекательное будущее, которое должно изгладить неприятное воспоминание о гимназии, о мертвой системе, сковывавшей детские и юношеские порывы любознательности.

Первою заботою моей по приезде, конечно, был Технологический институт, справка об условиях вступления, подача прошения и пр., потом поверочный экзамен при 400 желающих поступить и 140 вакансиях на первый курс, конкуренция, победа и, наконец, поступление в это святилище, куда так трудно попасть жаждущему высшего образования. При поступлении нам было объявлено о введении с первого курса обязательных репетиций, но, что это такое, мы тогда еще не представляли себе ясно. Нововведение это, оказалось, состояло вот в чем. Всякий слушатель обязан бывать ежедневно на лекциях. Несколько раз в день надзиратели проверяют принадлежащую каждому вешалку и по отсутствию одежды отмечают не бывших на лекциях. Через день по два часа назначены репетиции из различных предметов, в продолжении которых профессор спрашивает слушателей из пройденного и ставит отметки, оценивающие ответы. Не бывшим на репетиции слушателям ставится нуль. Такие порядки удивили и опечалили почти всех. Выходило не лучше, а гораздо хуже гимназии… Я чувствовал, что мои надежды и ожидания не сбылись, что здесь я не найду искомого. Предметы чистой и прикладной математики не удовлетворяли возбужденных вопросов, а между тем поглощали почти все время и силы. Мало, даже почти никакой надежды не было на изменение положения института к лучшему».
Был в том же году исключён за участие в студенческом движении и выслан на родину в Путивль.
В 1876 году побывал в Киеве, где познакомился с революционерами, но не примкнул ни к одной из групп. Осенью 1876 года вернулся в Санкт-Петербург, поступил в Горный институт и стал одним из деятельных организаторов общества «Земля и воля». Весной 1877 года ушёл «в народ», жил в селе Синенькие Саратовской губернии среди старообрядцев, надеясь со временем реформировать староверие в революционную религию. Организовав саратовскую группу пропагандистов, Михайлов около полугода прожил среди старообрядцев спасовского согласия. Он обучал крестьянских детей грамоте и арифметике и полагал, как и многие революционные народники, что старообрядцы как религиозные диссиденты представляют собой сознательную антиправительственную силу, но все попытки привнести «революционный элемент» в среду старообрядцев остались тщетны. 
О личных привязанностях Александра Михайлова известно очень мало. Так, например, он очень дорожил дружбой с Ольгой Натансон, в которую, по словам Л.Тихомирова, был «чуть ли не был платонически и рыцарски влюблен». В «Автобиографии» Михайлов писал: «В 1876 г. я в первый раз встретил женщину, к которой почувствовал глубокую привязанность. Это незабвенная Ольга Натансон. Но она страстно любила своего мужа; с своей стороны я беспредельно любил и чтил Марка и дорожил его счастьем, поэтому мои чувства к Ольге не перешли за пределы живейшей дружбы». 
В 1878 году вернулся в Санкт-Петербург и принял участие в пересмотре программы и устава общества, стремившегося к большей централизации. Михайлов участвовал в боевых предприятиях землевольцев: неудачной попытке под Харьковом освобождения арестованного товарища Войноральского, подготовке покушения на шефа жандармов Н. В. Мезенцова и других акциях. В 1879 году Михайлов устроил Н. В. Клеточникова в III Отделение и был в курсе всех действий жандармерии. Именно Михайлов настоял, чтобы был вынесен смертный приговор Н. В. Рейнштейну, петербургскому слесарю, агенту Третьего отделения, который был выявлен Клеточниковым. Вместе с Н.А. Морозовым Михайлов принимал участие в подготовке покушения на А.Р.Дрентельна.
Талантливый организатор, он требовал от товарищей жесткой дисциплины, разработал эффективную систему конспирации. Знал все проходные дворы Санкт-Петербурга, за что получил кличку «Дворник». В 1879 году после Липецкого и Воронежского съездов, когда произошёл раскол «Земли и воли», вошёл в состав Исполнительного комитета «Народной воли». Наладил работу подпольных типографий, занимался финансами партии.
Арестован в ноябре 1880 года и был судим в 1882 году по Процессу двадцати. На суде выступил с речью, в которой доказывал, что подсудимые не «шайка убийц», как её представил прокурор, а партия, борющаяся за «вознесение интересов народа выше интересов единодержавия».
Смертный приговор был заменен ему вечной каторгой. Был заключён в одиночную камеру и умер в Алексеевском равелине Петропавловской крепости от отёка лёгких. Тайно похоронен на Преображенском кладбище в Петербурге.

## Цитата
«Когда человеку, хотящему говорить, зажимают рот, то этим самым развязывают руки».